# جورج مارشال (لاعب كرة قدم)
جورج مارشال (بالإنجليزية: George Marshall)‏ (8 يوليو 1869 بساوثهامبتون في المملكة المتحدة - 1 ديسمبر 1938 بساوثهامبتون في المملكة المتحدة) هو لاعب كريكت ولاعب كرة قدم بريطاني (وحمل سابقاً جنسية المملكة المتحدة لبريطانيا العظمى وأيرلندا) في مركز الدفاع. لعب مع نادي ساوثهامبتون.